# 朝日野村
朝日野村（あさひのむら）は、滋賀県蒲生郡にあった村。現在の東近江市の南西部、日野川の中流域、近江鉄道本線・朝日大塚駅の周辺にあたる。

## 地理
- 河川：日野川、須川、大平川、佐久良川、法教寺川、小倉川

## 歴史
- 1889年（明治22年）4月1日 - 町村制の施行により、市子沖村・市子松井村・市子川原村・市子殿村・上南村・合戸村・横山村・葛巻村・宮井村・外原村・宮川村・蒲生堂村・鈴村・大森村・田井村・大塚村・下麻生村・上麻生村・岡本村・鋳物師村の区域をもって発足。
- 1955年（昭和30年）4月1日 - 桜川村と合併して蒲生町が発足。同日朝日野村廃止。

## 交通

### 鉄道路線
- 近江鉄道
  - 本線
    - 朝日大塚駅 - 朝日野駅（敷地の一部のみ）

### 道路
現在は旧村域を名神高速道路が通過するが、当時は未開通。